# Hormon
Hormoni (grško ορμόνη = prebuditi) so snovi v organizmu, ki jih izločajo hormonalne žleze. Od hormonov so odvisne posamezne naravne funkcije delovanja organizma. Izločajo se neposredno v kri in se z njo prenašajo po celem telesu, kjer vplivajo na različne organe.
Hormoni so prenašalci informacij med organi oziroma med tkivi v organizmu. Izjema so tako imenovani tkivni hormoni, ki se sintetizirajo na mestu, kjer tudi učinkujejo. Slednjih ne izločajo žleze, pač pa nastanejo v dotičnem tkivu. Hormone so odkrili v zgodnjem 20. stoletju. Delujejo le na določene ciljne organe, kjer se vežejo na specifične receptorje. Receptorji se običajno nahajajo na zunanji strani celične membrane. Vezava molekule hormona na receptor povzroči v celici biokemično reakcijo. Nekateri hormoni, ki so dovolj lipofilni, pa lahko prehajajo celične membrane (steroidni hormoni) in delujejo neposredno na celično jedro.
V živalskem organizmu izločajo hormone posebne žleze. Imenujemo jih žleze z notranjim izločanjem (endokrine žleze), ker sproščajo hormone neposredno v kri in nimajo drugih izvodil.
Tudi rastline sintetizirajo hormone; imenujemo jih fitohormoni. Enako kot živalski hormoni, imajo fitohormoni lastnosti signalnih molekul, ki delujejo na daljše razdalje v nizkih koncentracijah. 

## Načini delovanja hormonov
Ker posedujejo izrazito močno delovanje, izkazujejo učinek že pri zelo nizkih koncentracijah. V nasprotju z zelo hitrim prenosom informacij po živčnih celicah, lahko signal preko hormonov potuje tudi več sekund ali celo ur, preden doseže po krvi ciljno mesto.
Čim se molekule hormona sprostijo iz žleze v krvni obtok, lahko dosežejo vsako celico organizma. Da pa lahko hormon v neki celici povzroči določeno spremembo, mora le-ta posedovati ustrezne receptorje. 
Večina hormonov deluje preko sekundarnih obveščevalcev. Sem sodijo hidrofilni hormoni, ki ne morejo prehajati lipofilnih membran. Po vezavi hormona na receptor, se zaradi biokemičnih reakcij v notranjosti celice sprosti sekundarni obveščevalec. 
Prej omenjeni steroidni hormoni, ki so lipofilni, pa delujejo na celično jedro.

## Primeri hormonske regulacije
Raznolike snovi imajo podobne hormonom podobne učinke na telo človeka, živali ali rastlin. Motnja hormonskega ravnotežja v telesu lahko nastane zaradi zaužitja tako umetnih kot naravnih snovi in tako vpliva na izločanje, proizvajanje, prenašanje, učinkovanje naravnih hormonov v telesu. Takšne motnje vplivajo na razmnoževanje, razvoj in obnašanje živali in ljudi. Hormone se deloma lahko tudi proizvede in ob zaužitju dosežejo podobne učinke.
Gre predvsem za naslednje učinke na telo:
- Pospeševanje ali inhibicija rasti telesa, kosti
- Povratni signal pri hormonihurejanje spanja, spalni cikel
- razpoloženje
- indukcija ali supresija apoptoze (načrtovana smrt celic)
- regulacija zaostritve delovanja imunskega sistema
- Presnova ogljikovih hidratov, maščob
- Menstrualni cikel pri ženskah, spolni razvoj
- Prilagajanje strahu in stresu
- priprava telesa za razmnoževanje, boj, stres, drugačne aktivnosti
- priprava telesa na telesni razvoj ob fazah: adolescenca, puberteta, starševstvo, menopavza...
- občutek lakote
- spolno vzdraženje

Posamičen hormon lahko posledično uravnava tudi proizvodnjo drugih hormonov. Uravnavanje hormonov telo regulira z zaznavanjem hormonskega ravnotežja (homeostaze).

## Kemijska razvrstitev
- Proteo- in peptidohormoni
  - Hipotalamični nevropeptidi
  - Inzulin
  - Glukagon
  - Glikoproteinski hormoni pinealne žleze: folikle stimulirajoči hormon ali folitropin (FSH), luteinizirajoči hormon ali luteotropin (LH), tireotropin (TSH), adrenokortikotropin (ACTH), melanocite stimulirajoči hormon ali melanotropin (MSH)
  - Rastni hormoni: somatotropin, insulinski rastni faktor
  - Prolaktin
  - Vazopresin in oksitocin
  - Bradikinin

- Derivati aminokislin
  - Tiroksin (T4)
  - Trijodtironin (T3)
  - Adrenalin
  - Histamin
  - Noradrenalin
  - Dopamin
  - Melatonin

- Izoprenski derivati (kot neotenin pri žuželkah)

- Steroidni hormoni (spolni hormoni in hormoni nadledvičnice)
  - Aldosteron (mineralokortikoid)
  - Kortizol (glukokortikoid)
  - Estrogeni (npr. estradiol)
  - Gestageni (npr. progesteron)
  - Androgeni (npr. testosteron)

- Derivati maščobnih kislin
  - Prostaglandini
  - Levkotrieni

### Rastline
Primeri rastlinskih hormonov so absistična kislina, avksin, citokin, etilen in giberelin.

## Razvrstitev glede na mesto sinteze
- Hormoni, ki nastajajo v žlezah; endokrine žleze so:
  - Ščitnica
  - Hipofiza
  - Nadledvična žleza
  - Langerhansovi otočki trebušne slinavke

- Nevrosekretorni hormoni, ki nastajajo v živčnih celicah centalnega živčevja.

- Tkivni hormoni nastanejo v specializiranih celicah v tkivu, kjer tudi učinkujejo:
  - Histamin
  - Serotonin
  - Prostaglandini

## Primerjava z živčnimi prenašalci
Hormoni učinkujejo in prenašajo neke učinke znotraj organizma, zato so logične podobnosti med prenosom po živčevju in hormonskimi učinki. A so tudi jasne razlike:
- Hormon lahko opravlja funkcije večjega obsega, tako dolgotrajnih učinkov kot učinkov na večji del telesa. Prenos po živčevju ima jasno določen prenos s točke na točko. Živčni prenašalec deluje le na minimalnih razdaljah.[8]
- Hormonski signali preplavijo organizem, delujejo oziroma preplavijo obtočila in tako prenesejo signale zelo hitro po velikem prostoru. Živčni signali so točkovni in lahko potujejo le po poteh, ki so že prej obstajale, že prej oblikovane.[8]
- Prenos informacije po živčnih poteh je veliko hitrejši. Opozorilo živčnih končičev za otip se zazna v delcu sekunde. Hitrost signala po živčni celici je lahko tudi 100 m/s. Hormoni delujejo v nekaj sekundah, a lahko večje učinke dosežejo tudi v minuti ali uri.[9]
- Živčni signali so digitalni, signal ali brez signala. Hormonsko signaliziranje je analogno, učinki se spreminjajo glede na koncentracijo hormona in niso vedno enaki, podobni.

Nevrohormoni so tip hormonov, ki imajo podobnosti z živčnimi prenašalci. Sintetizirajo jih endokrine celice, ki dobijo navodila od nevronov ali drugih nevrokrinih celic.